# Scamboneura tagensis
Scamboneura tagensis is een tweevleugelige uit de familie langpootmuggen (Tipulidae). De soort komt voor in het Australaziatisch gebied.